# Soul Eater Not!
Autre
Soul Eater Not! (ソウルイーターノット!, Sōru Ītā Notto!) est un manga écrit et dessiné par Atsushi Ōkubo. Il s'agit d'une série dérivée de Soul Eater du même auteur. Il est prépublié entre janvier 2011 et novembre 2014 dans le magazine Monthly Shōnen Gangan de l'éditeur Square Enix et est compilé en un total de cinq tomes. La version française est éditée par Kurokawa depuis octobre 2012.
Une adaptation en série télévisée d'animation produite par le studio Bones est diffusée du 8 avril 2014 au 1er juillet 2014 sur TV Tokyo. Dans les pays francophones, elle est diffusée en simulcast par Anime Digital Network et édité en format DVD/Blu-ray chez Kazé.

## Synopsis
L'histoire commence une année avant les évènements de Soul Eater : Tsugumi Harudori, 14 ans, arrive à Death City pour commencer sa nouvelle vie en tant qu'élève de Shibusen et développer ses pouvoirs en tant qu'arme. Elle y fera la connaissance de nombreuses personnalités telles que Mémé, meister atteinte de troubles amnésiques, et Anya, meister au tempérament capricieuse et orgueilleuse, qui deviendront ses meilleures amies. D'autres protagonistes viendront se joindre à la vie joyeuse mais folle de ces trois compères.

## Personnages
Tsugumi Harudori (春鳥 つぐみ, Harudori Tsugumi)Hallebarde démoniaque. Elle se présente comme une jeune fille pleine de vie et d'entrain, ayant pris Maka pour modèle. Elle souffre toutefois d'un léger manque de confiance en elle. Durant tous les épisodes de la série, elle sera incapable de finaliser sa transformation en hallebarde par l'apparition d'une lame. Cependant, lors de l'épisode 12 pendant son combat contre Shaula qui avait lancé une attaque sur Deathcity par l'intermédiaire d'éléments de la classe N.O.T, en effectuant une Résonance des Âmes avec Anya et Meme simultanément, elle fera apparaître une lame. Avec Anya, elle peut effectuer la technique spéciale Lance Royale, attaque dont les effets ne seront pas vus car elle sera contrée par la sorcière. Finalement, Shaula sera vaincue par le Spring Bird Attack des trois filles et elles rapporteront son âme à Shibusen. Tsugumi peut se changer en Hallebarde volante pour transporter quelqu'un.
Mémé Tatane (多々音 めめ, Tatane Meme)Meister. Très tête-en-l'air, elle a plus de poitrine que de mémoire, au point d'oublier parfois son propre nom. En revanche elle s'avère être une combattante redoutable quand elle s'en donne les moyens, particulièrement quand elle est endormie où elle arrive à pratiquer un art martial particulier proche du somnambulisme. Somnambulisme dont la cause se révélera être Shaula Gorgon qui la maintiendra sous son contrôle.
Anya Hepburn (アーニャ・ヘプバーン, Ānya Hepubān)Meister. Fille de bonne famille, elle est allée à Shibusen pour rencontrer des gens "terriblement normaux" afin de se tirer de son ennui. Elle trouvera Tsugumi comme correspondant parfaitement à ses attentes et depuis lors voudra devenir sa Meister.
Akane☆Hoshi (星☆茜, Hoshi Akane)Meister de claymore et partenaire de Clay Sizemore. Descendant du clan Astral, au même titre que Black Star, son but est d'atteindre la classe E.A.T. pour redorer le blason de sa famille qu'il considère comme souillée par les méfaits du clan Astral, Akane étant d'une branche parallèle à celle dont découle le clan d'assassins. C'est un jeune homme charismatique sachant aussi bien se battre avec une Claymore (épée longue à deux mains) qu'au corps-à-corps.
Clay Sizemore (クレイ・サイズモア, Kurei Saizumoa)Claymore démoniaque et partenaire de Akane☆Hoshi. C'est un jeune homme vigoureux qui ne rate jamais un instant pour aller jouer aux bornes d'arcades et y dépenser des sommes astronomiques. Toujours souriant, il possède une personnalité assez renfermée malgré ce qu'il laisse paraître.

## Univers deSoul Eater Not!

### Liste des mots-clés
- Death City : Ville située dans le désert du Nevada aux États-Unis.
- Les deathcitiens : Habitants de Death City.
- Shibusen : Institut fondé par maître Shinigami dans le but de former les Meisters et leurs armes.
- Les Meisters : Élèves de Shibusen pouvant synchroniser leur longueur d'âme avec celle de leurs armes.
- Les armes : Élèves de Shibusen ayant la capacité de prendre la forme d'une arme tout en synchronisant leur longueur d'âme avec celle de leur partenaire.
- Les classes : Il existe deux classes spécifiques attribuées aux Meisters et à leurs armes.
  - La classe E.A.T. (Éléments Archi-Talentueux) : Classe d'élite de Shibusen réservée aux combattants représentant 10 % des élèves.
  - La classe N.O.T. (Nuls Ou même Totalement nazes) : Classe générale de Shibusen réservée aux non-combattants représentant 90 % des élèves.
- Les sorcières : Principales ennemies de Shibusen, possédant un animal comme totem.
  - Kim Diehl : Un tanuki.
  - Shaula Gorgon : Un scorpion.
- Les renégats : Agents travaillant pour la sorcière Shaula.

### Liste des lieux
- Death City Airport : Aéroport de Death City.
- L'accueil de Shibusen : Lieu où sont affichées les missions.
- Le comité : Chargé de rédiger, de classer et d'afficher les missions à donner aux Meisters et aux armes.
- La pension pour filles : Internat et résidence d'accueil de Shibusen pour les Meisters et les armes féminines.
- La cantine : Lieu de restauration de Shibusen.
- Le stade : Réservé aux activités sportives.
- Le centre de détention : Prison où sont incarcérés les criminels.
- Le centre de prévention anti-sorcières : Pièce secrète située au sous-sol de Shibusen où sont organisées les chasses aux sorcières.
- Deathbucks Cafe : Établissement où l'on sert des boissons et des repas.
- Death Records : Magasin de disques.
- Drug Store : Pharmacie.
- Colissimort : Service de livraison.
- Death'taurant : Restaurant français.
- Place Mortadel : Ruelle où a lieu le marché aux puces Death Bazar.

### Liste des techniques et attaques
(par ordre chronologique)
| Nom français                                      | Nom original                       | Kanji                                                | Attaquant    |
| ------------------------------------------------- | ---------------------------------- | ---------------------------------------------------- | ------------ |
| The Tower The Catastrophe                         | The Tower Sainan                   | ＴＨＥ ＴＯＷＥＲ 災難                               | Kana Altair  |
| The Fool The Stupide                              | The Fool Aho                       | ＴＨＥ ＦＯＯＬ アホ                                 | Kana Altair  |
| The Pig The Porcinet                              | The Pig Buta                       | ＴＨＥ ＰＩＧ ブタ                                   | Kana Altair  |
| The House The Maison                              | The House Kaere                    | ＴＨＥ ＨＯＵＳＥ 帰れ                               | Kana Altair  |
| Attaque Assomnambule                              | Suiken                             | 睡拳                                                 | Mémé Tatané  |
| Karaté Royal                                      | Royal Karate                       | ロイヤルカラテ                                       | Anya Hepburn |
| The Dote The Cervelle                             | The Dote Dote                      | ＴＨＥ ＤＯＴＥ どて                                 | Kana Altair  |
| The Pumpkin The Citrouille                        | The Pumpkin Kabocha                | ＴＨＥ ＰＵＭＰＫＩＮ カボチャ                       | Kana Altair  |
| The Dote & The Pumpkin The Cervelle of Citrouille | The Dote & The Pumpkin Dotekabocha | ＴＨＥ ＤＯＴＥ & ＴＨＥ ＰＵＭＰＫＩＮ どてカボチャ | Kana Altair  |
| The Lovers Les Amants                             | The Lovers Lovers                  | ＴＨＥ ＬＯＶＥＲＳ ラバーズ                         | Kana Altair  |
| The Flat The Planche-à-pain                       | The Flat Pechapai                  | ＴＨＥ ＦＬＡＴ ペチャパイ                           | Kana Altair  |
| Javelot Royal                                     | Royal Soujutsu                     | ロイヤル槍術                                         | Anya Hepburn |